# Liste de jeux vidéo de NASCAR
De nombreux jeux vidéo de simulation de course automobile se basent ou reprennent des épreuves de la série américaine NASCAR.
La NASCAR, acronyme de National Association for Stock Car Auto Racing, est le principal organisme qui régit les courses de stock-car aux États-Unis où c'est la discipline de compétition automobile la plus populaire.
Voici la liste des jeux vidéo de NASCAR :

## Liste
| Date de sortie    | Titre                                                 | Développeur                          | Éditeur                         | Année | Plate-forme                          | Commentaires                                                               |
| ----------------- | ----------------------------------------------------- | ------------------------------------ | ------------------------------- | ----- | ------------------------------------ | -------------------------------------------------------------------------- |
| 1990              | Bill Elliott's NASCAR Challenge                       | Distinctive Software                 | Konami                          | 1990  | AGA • DOS • MAC • NES                | Tout premier jeu sous licence NASCAR                                       |
| 1990              | Days of Thunder                                       | Argonaut Software                    | Mindscape                       | 1990  | AGA • DOS • ST • NES • C64 • GB • ZX | Ce jeu est une adaptation du film Jours de tonnerre                        |
| 1991              | Bill Elliott's NASCAR Fast Tracks                     | Distinctive Software                 | Konami                          | 1991  | GB                                   |                                                                            |
| octobre 1994      | NASCAR Racing                                         | Papyrus Design Group                 | Sierra                          | 1994  | DOS • PSX • MAC                      |                                                                            |
| décembre 1994     | ESPN Speed World                                      | Sony Imagesoft                       | Sony Imagesoft                  | 1994  | SNES • MD                            |                                                                            |
| 15 janvier 1995   | Kyle Petty's No Fear Racing                           | Williams Entertainment               | Williams Entertainment          | 1995  | SNES                                 |                                                                            |
| août 1995         | NASCAR Track Pack                                     | Papyrus Design Group                 | Virgin Interactive              | 1995  | DOS                                  |                                                                            |
| 30 novembre 1996  | NASCAR Racing 2                                       | Papyrus Design Group                 | Sierra                          | 1996  | PC                                   |                                                                            |
| 31 octobre 1997   | NASCAR 98                                             | EA Sports                            | EA Sports                       | 1997  | PSX • SAT                            |                                                                            |
| 11 novembre 1997  | NASCAR Grand National Series Expansion Pack           | Papyrus Design Group                 | Sierra                          | 1997  | DOS • WIN •                          |                                                                            |
| 11 septembre 1998 | NASCAR 99                                             | EA Sports • Stormfront Studios       | EA Sports                       | 1998  | N64 • PSX                            |                                                                            |
| 1998              | NASCAR 99 Edition                                     | Papyrus Design Group                 | Sierra                          | 1998  | PC                                   |                                                                            |
| 1er mars 1999     | NASCAR Revolution                                     | Stormfront Studios                   | Electronic Arts                 | 1999  | PC                                   |                                                                            |
| 1er avril 1999    | NASCAR Craftsman Truck series Racing                  | Sierra                               | Sierra                          | 1999  | PC                                   |                                                                            |
| 6 juin 1999       | NASCAR Road Racing                                    | FarSight Studios                     | Electronic Arts                 | 1999  | PC                                   |                                                                            |
| 31 août 1999      | NASCAR Racing 3                                       | Papyrus Design Group                 | Sierra                          | 1999  | PC                                   |                                                                            |
| 15 septembre 1999 | NASCAR 2000                                           | EA Sports • Stormfront Studios       | EA Sports                       | 1999  | GBC • N64 • PSX • WIN                |                                                                            |
| octobre 1999      | NASCAR Revolution SE                                  | EA Sports                            | Electronic Arts                 | 1999  | PC                                   |                                                                            |
| 31 octobre 1999   | NASCAR Legends                                        | Papyrus Design Group                 | Sierra                          | 1999  | PC                                   |                                                                            |
| 30 novembre 1999  | NASCAR Challenge                                      | Morning Star Multi                   | Hasbro Interactive              | 1999  | GC                                   |                                                                            |
| 2000              | NASCAR Racing 3 Craftsman Truck Series Expansion Pack | Papyrus Design Group                 | Sierra On-Line                  | 2000  | WIN                                  |                                                                            |
| 3 février 2000    | NASCAR Rumble                                         | Electronic Arts                      | Electronic Arts                 | 2000  | PSX                                  |                                                                            |
| 19 septembre 2000 | NASCAR 2001                                           | EA Sports                            | EA Sports                       | 2000  | PSX • PS2                            |                                                                            |
| 6 novembre 2000   | NASCAR Heat                                           | Monster Games                        | Hasbro Interactive              | 2000  | GBA • PSX • WIN                      |                                                                            |
| 2000              | NASCAR Racers                                         | Majesco                              | Majesco                         | 2000  | GBC • PSX                            |                                                                            |
| 2000              | NASCAR Arcade                                         | Sega AM3 / Electronic Arts           | Sega                            | 2000  | ARC                                  |                                                                            |
| 6 février 2001    | NASCAR Racing 4                                       | Papyrus Design Group                 | Sierra                          | 2001  | PC                                   |                                                                            |
| 18 juin 2001      | NASCAR Heat 2002                                      | Monster Games • Crawfish Interactive | Infogrames                      | 2001  | GBA • PS2 • XB                       |                                                                            |
| 2 octobre 2001    | NASCAR Thunder 2002                                   | EA Tiburon                           | EA Sports                       | 2001  | PSX • PS2 • XB                       |                                                                            |
| 14 février 2002   | NASCAR Racing 2002 Season                             | Papyrus Design Group                 | Sierra Entertainment            | 2002  | MAC • WIN                            |                                                                            |
| 19 septembre 2002 | NASCAR Thunder 2003                                   | EA Tiburon • Budcat Creations        | EA Sports                       | 2002  | GC • PSX • PS2 • WIN • XB            |                                                                            |
| 11 novembre 2002  | NASCAR: Dirt to Daytona                               | Monster Games                        | Infogrames                      | 2002  | GC • PS2                             |                                                                            |
| 13 février 2003   | NASCAR Racing 2003 Season                             | Papyrus Design Group                 | Sierra Entertainment            | 2003  | MAC • WIN                            |                                                                            |
| 16 septembre 2003 | NASCAR Thunder 2004                                   | EA Tiburon • Budcat Creations        | EA Sports                       | 2003  | PSX • PS2 • WIN • XB                 |                                                                            |
| 31 août 2004      | NASCAR 2005: Chase for the Cup                        | EA Tiburon                           | EA Sports                       | 2004  | GC • PS2 • XB                        |                                                                            |
| 15 février 2005   | NASCAR SimRacing                                      | EA Tiburon                           | EA Sports                       | 2004  | WIN                                  | Absence du Pocono Raceway qui accueille les Pocono 500 et Pennsylvania 500 |
| 30 août 2005      | NASCAR 06: Total Team Control                         | EA Tiburon                           | EA Sports                       | 2005  | PS2 • XB                             |                                                                            |
| 31 août 2005      | rFactor                                               | Image Space Incorporated             | Image Space Incorporated        | 2005  | WIN                                  | Le jeu (circuits et voitures) peut être joué entre 1950 et 2005.           |
| 6 septembre 2006  | NASCAR 07                                             | EA Tiburon                           | EA Sports                       | 2006  | PS2 • PSP • XB                       |                                                                            |
| 2007              | EA Sports NASCAR Racing                               | EA Sports and Global VR              | Global VR                       | 2007  | ARC                                  |                                                                            |
| 23 juillet 2007   | NASCAR 08                                             | EA Tiburon                           | EA Sports                       | 2007  | PS2 • PS3 • X360                     |                                                                            |
| 10 juin 2008      | NASCAR 09                                             | EA Tiburon                           | EA Sports                       | 2008  | PS2 • PS3 • X360                     |                                                                            |
| 26 août 2008      | IRacing.com                                           | IRacing.com                          | IRacing.com                     | 2008  | PC                                   |                                                                            |
| 10 février 2009   | NASCAR Kart Racing                                    | EA-NC                                | EA Sports                       | 2009  | WII                                  |                                                                            |
| 24 novembre 2010  | Gran Turismo 5                                        | Polyphony Digital                    | Sony Computer Entertainment     | 2010  | PS3                                  |                                                                            |
| 22 février 2011   | Days of Thunder                                       | Piranha Games                        | Paramount Digital Entertainment | 2011  | PS3 • MAC • WIN • X360               |                                                                            |
| 29 mars 2011      | NASCAR The Game: 2011                                 | Eutechnyx                            | Activision                      | 2011  | PS3 • WII • X360                     |                                                                            |
| 1er novembre 2011 | NASCAR Unleashed                                      | Activision                           | Activision                      | 2011  | PS3 • WII • X360 • 3DS               |                                                                            |
| 6 novembre 2012   | NASCAR The Game: Inside Line                          | Eutechnyx                            | Activision                      | 2012  | PS3 • WII • X360 • WIN               |                                                                            |
| 18 février 2014   | NASCAR 14                                             | Eutechnyx                            | Deep Silver                     | 2014  | PS3 • WIN • X360                     |                                                                            |
| 22 mai 2015       | NASCAR '15 Victory Edition                            | Eutechnyx                            | DMi Games                       | 2015  | PS3 • WIN • X360                     |                                                                            |
| 12 septembre 2016 | NASCAR Heat Evolution                                 | Monster Games                        | DMi Games                       | 2016  | PS4 • WIN • XONE                     |                                                                            |
| 12 septembre 2017 | NASCAR Heat 2                                         | Monster Games                        | 704 Games Company               | 2017  | PS4 • WIN • XONE                     |                                                                            |
| 8 septembre 2018  | NASCAR Heat 3                                         | Monster Games                        | 704 Games Company               | 2018  | PS4 • WIN • XONE                     |                                                                            |
| 13 septembre 2019 | NASCAR Heat 4                                         | Monster Games                        | 704 Games Company               | 2019  | PS4 • WIN • XONE                     |                                                                            |
| 9 juillet 2020    | NASCAR Heat 5                                         | Monster Games                        | 704 Games Company               | 2020  | PS4 • WIN • XONE                     |                                                                            |